# NGC 4424
NGC 4424 este o galaxie spirală situată în constelația Fecioara. A fost descoperită în 27 februarie 1865 de către Heinrich Louis d'Arrest. Se află la o distanță de 16,5 megaparseci de Pământ.